# MC Solaar
MC Solaar, également Claude MC, est un rappeur français d'origine tchadienne, né le 5 mars 1969 à Dakar, au Sénégal. 
Il est l'un des premiers artistes ayant popularisé le rap en France, dès le début des années 1990. Sa musique et la qualité littéraire de ses textes sont le fruit d'inspirations diverses, allant de Serge Gainsbourg aux musiques africaines (ivoiriennes, maliennes, tchadiennes), en passant par les classiques noirs américains (jazz et rap US).

## Biographie

### Jeunesse et débuts
Claude Honoré M'Barali naît à Dakar (Sénégal), le 5 mars 1969, de parents tchadiens. Son père est traducteur et professeur d'anglais et sa mère, infirmière. Elle l'a élevé seule avec ses deux frères et sa sœur,,.
La situation politique troublée du Tchad pousse sa famille à quitter ce pays alors qu'il n'a que six mois, et elle s'installe en région parisienne, à Saint-Denis puis à Maisons-Alfort et Villeneuve-Saint-Georges, comme dit dans Bouge de là et plus précisément dans Lève toi et rap (« Tout a commencé là-bas dans la ville qu'on appelle Maisons-Alfort ») ou encore comme on peut l'entendre dans le début du clip Victime de la mode ou dans la chanson Quartier nord où il rappe : « Je viens du sud de la capitale, de la ville qu'on appelle Villeneuve-Saint-Georges, quartier nord… Hardcore ! » ou lors de ses débuts radiophoniques sous le nom de Claude MC : « À Villeneuve-Saint-Georges le couteau sous la gorge, il faut résister et ne jamais céder. »
En 1981, il part chez un de ses oncles établi au Caire, en Égypte. Il est inscrit au lycée français du Caire où il reste neuf mois, puis passe son bac en France, en 1988, et teste ses premiers textes dans l'émission de Dee Nasty et Lionel D sur Radio Nova, où il rappe : « Claude MC tel est mon nom, Solaar est mon tag il aura du renom » (Solaar est au départ son tag), tout en suivant des études de langues (anglais, espagnol et russe) et de philosophie à la fac de Jussieu. Il fait alors partie du collectif Posse 501 (prononcer « cinq cent one »).
Après plusieurs clips réalisés par RapLine et diffusés pendant l'émission (Bouge de là et Quartier nord), il sort son premier single en 1990, alors que le rap est encore peu populaire en France : Bouge de là (avec un nouveau clip), extrait de son premier album. Ce single, qui connaît un franc succès dès sa sortie, est basé sur un sample de The Message du groupe Cymande. Il compose une autre chanson: Caroline. En 1991, il apparaît sur le plateau de l'émission de Christophe Dechavanne : Ciel, mon mardi ! aux côtés d'IAM.

### Ascension fulgurante avec Jimmy Jay (1991-1995)
Après le succès de Bouge de là, il collabore avec le groupe américain De La Soul lorsqu'ils sont ensemble sur la scène de l'Olympia en septembre 1991. À la fin de l'année 1991, Solaar sort son premier album Qui sème le vent récolte le tempo qui est certifié disque de platine, atteignant les 400 000 exemplaires. Avec le succès de son premier album, il entame une longue tournée en Pologne et en Russie.
En décembre 1992, il continue sa tournée dans 12 pays de l'Afrique de l'Ouest où son flow en français est très apprécié de ses fans africains. MC Solaar s'engage par ailleurs pour faire libérer le prisonnier politique sud-coréen Kim Song-Man, en participant avec Costa-Gavras au court-métrage Pour Kim Song-Man, en 1991, avec le groupe Saï Saï.
En 1993, il collabore avec le rappeur américain Guru du groupe Gang Starr avec Le bien, le mal sur l'album Jazzmatazz Vol. 1 — une première pour un rappeur français, signe de la notoriété acquise par MC Solaar, notamment aux États-Unis. Il participe à la compilation rap Les Cool Sessions, vol. 1 dirigée par son ami Jimmy Jay en apportant le titre Et Dieu créa l'Homme et en réalisant les interludes présents entre chaque titre. MC Solaar retourne en studio en 1994 pour enregistrer Prose combat. L'album se vend à 100 000 exemplaires dès les dix premiers jours de sa sortie en France et devient aussi une des meilleures ventes dans vingt autres pays. Il est certifié double disque de platine. Le clip de son titre Nouveau Western, qui contient un sample de Bonnie and Clyde de Serge Gainsbourg, est tourné au Texas, à New York et à Paris par le réalisateur français Stéphane Sednaoui.
En 1995, il participe au disque La Haine, musiques inspirées du film, mais à la suite de l'affaire MC Solaar contre Universal Music, son titre Comme dans un film est retiré des rééditions du disque. La même année, il obtient le prix de l'artiste interprète masculin lors de la 10e cérémonie des Victoires de la musique.
En raison de la qualité littéraire de ses textes, en raison aussi, très certainement, de son succès, il se retrouve rapidement pris entre deux feux : adopté par l'intelligentsia et les milieux cultivés en général, il se voit accusé de compromission avec le « système » par d'autres rappeurs.
MC Solaar ne figure pas dans les compilations de rap français (Rapattitude I et II), et poursuit son chemin en solitaire. Reconnu à l'étranger pour sa collaboration avec Guru, il devient en France le rappeur que l'on oppose à d'autres, comme NTM, plus radicaux, plus provocateurs.
Des désaccords entre le rappeur et son DJ Jimmy Jay provoquent une rupture entre les deux artistes. Jimmy Jay ne termine pas la tournée Prose Combat.

### Émancipation (1995-2000)
En 1996, MC Solaar collabore avec Ophélie Winter sur la chanson Un jour qu'elle interprète sur la bande originale du film de Walt Disney Le Bossu de Notre-Dame en 1996.
En juin 1997 sort le troisième album du chanteur, Paradisiaque. Les musiques sont signées Hubert Blanc-Francard, dit Boom Bass, et Philippe Zdar, autrement dit la « Funk Mob ». Ces deux compositeurs, qui formeront plus tard le groupe Cassius, avaient déjà travaillé sur les deux premiers albums de MC Solaar, aux côtés de Jimmy Jay. L'année suivante, l'album est certifié disque de platine.
Son quatrième album est nommé simplement MC Solaar et sort dès l'année suivante, mais il marque la fin de sa collaboration avec Polydor. Les 9 et 10 janvier 1998, MC Solaar commence une grande tournée par le Zénith de Paris. Le concert qu'il présente est un spectacle avec DJ et danseurs (tel que Bintou Dembélé) qui dépasse le cadre musical. C'est son ami d'enfance Bambi Cruz, rappeur et chorégraphe, qui assure la première partie. Ce dernier est d'ailleurs le premier artiste que Solaar produit sur son tout jeune label, Sentinelle Nord.
Le 11 mai 1998, MC Solaar joue à l'Olympia de Paris. Il en profite pour enregistrer son premier album live : Le Tour de la question. Deux jours plus tard et dans un autre registre, il participe au 51e Festival de Cannes. MC Solaar est en effet convié, en tant qu'artiste et cinéphile, à faire partie du jury de la compétition officielle, sous la présidence du réalisateur américain Martin Scorsese. La même année, l'Académie française lui décerne la Grande médaille de la chanson française pour l'« ensemble de ses chants poétiques ».
En décembre 1999, Le Tour de la question est certifié double disque d'or.

### Apogée commerciale (2001-2006)
L'album Cinquième As sort en février 2001, distribué par Warner. Claude Mc Solaar en est lui-même le directeur artistique, ce qui est une première. Il décide à cette occasion de travailler avec des compositeurs peu connus : Fabrice Kurser, DJ Mac et DJ Sample, Eric K-Roz, Alain J. Quant à la plume du rappeur, elle oscille entre légèreté (des morceaux tels que Baby Love ou Hasta la Vista) et gravité (Colonies ou Arkansas). Cet album marque pour MC Solaar un retour à un rap plus « dur », comme en témoigne le premier single Solaar pleure. Cet album connaît avec les titres Solaar pleure, Hasta la Vista et RMI un véritable succès qui en fait un des plus grands succès du rap français de tous les temps. Cinquième as est acclamé par la critique et s'écoule rapidement à plus de 600 000 copies et est certifié double disque de platine. Hasta la Vista est le premier titre de l'artiste classé no 1 en France.
Quelques mois après la sortie de Cinquième As, le chanteur entame une tournée française qui passe par le Zénith parisien en novembre 2001, et présente un véritable show. Ce retour sous les feux de la rampe, après le succès mitigé de son précédent album, le repositionne comme un des artistes français majeurs dans le domaine de la variété, version rap. L'année suivante, en 2002, le single Inch'Allah connaît lui aussi un grand succès. Ce titre ne figure sur aucun album.

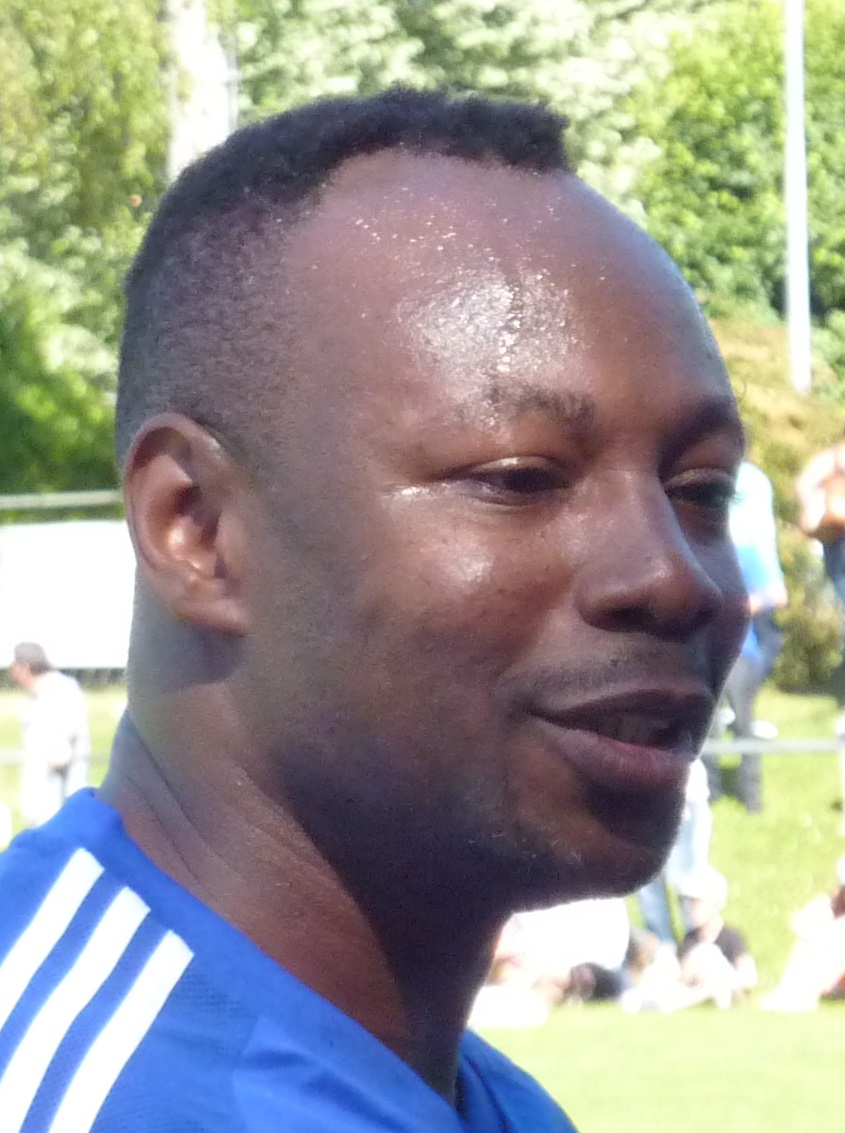
MC Solaar au match de football caritatif dans le cadre de la Fête de l'Espoir 2014 à Genève, en Suisse.

L'album Mach 6 sort en décembre 2003, réalisé par la Black Rose Corporation, c'est-à-dire les producteurs Eric K-Roz et Alain J, qui ont déjà participé au précédent album. Avec eux, Solaar part à Moscou, en Russie, enregistrer les parties orchestrales et donner ainsi un aspect plus organique et musical à son style. Du côté des textes, la poésie tranquille et caressante du rappeur est toujours présente. Il continue à concocter des fictions avec ses souvenirs de la vie (Souvenir) et à faire partager ses rêves voyageurs (Hijo de Africa, Au pays de Gandhi). Les titres La vie est belle et Au pays de Gandhi sont largement diffusés sur les ondes. Musicalement, cet album trouve souvent des accents de musique de film, voire de musique classique (Sauvez le monde, Ça me hante). Au regard de son prédécesseur, l'album Mach 6 n'est qu'un demi-succès. Il marque en outre la fin d'une période commencée en 1990, au cours de laquelle MC Solaar enregistre des albums à un rythme relativement soutenu, et où les collaborations avec d'autres artistes ont été nombreuses. Cependant, l'album obtient un disque de platine.

### Chapitre 7et retrait (2007-2008)
Il faut attendre près de quatre ans pour que MC Solaar enregistre un nouvel opus. L'album Chapitre 7, son septième album studio, sort en juin 2007, certifié disque d'or le mois suivant. Les singles Da Vinci Claude et Clic clic sont révélateurs d'un disque aux influences particulièrement variées : rock, reggae, jazz et hip-hop, plus classique. Cet album a été récompensé par une Victoire de la musique (Album de musique urbaine de l'année 2008). Ensuite, les apparitions musicales de Mc Solaar sont plus rares. En 2008, Mc Solaar revisite le mythe Rabbi Jacob avec sa chanson Le Rabbi muffin. La chanson fait partie de la comédie musicale de 2008 Les Aventures de Rabbi Jacob, dirigée par Patrick Timsit. Le titre reprend le sample du film composé à l'époque par Vladimir Cosma. À la rentrée 2011, il écrit et chante le titre Marche ou rêve, sur l'album The Revenge de Tom Fire.

### Géopoétique, l'album du retour (2017)
Le 19 février 2017, Jimmy Jay, producteur des deux premiers albums de Solaar, publie sur son compte YouTube le titre Sentinel Nord, vieux d'une vingtaine d'années, qui aurait été écarté des albums studios,.
Dix ans après Chapitre 7, le rappeur annonce finalement la sortie d'un nouvel album, Géopoétique, pour le 3 novembre 2017. Le premier single, Sonotone, sort le 2 septembre 2017. MC Solaar envisage également une collaboration avec Bigflo et Oli. Le 15 décembre 2017, soit un mois seulement après sa sortie, Géopoétique est certifié disque de platine.
La tournée qui succède à son dernier album est réalisée avec le DJ Tom Fire, également première partie lors de certains concerts.

### Lueurs Célestes, le triptyque (2024-)
Fin 2021, MC Solaar annonce qu'il a commencé à travailler sur son nouvel album : « à partir du mois de janvier, pour la première fois de ma vie, je vais être organisé. Il me faudra au moins deux sessions studio par semaine ». Annoncé pour 2022, il rectifie le tir en juillet (« j'espère qu'il sortira en 2022 ou en 2023 »), avant d'ajouter un mois plus tard que le disque est écrit à 70%. Il continue de tourner en parallèle, et apparait à cette période dans le clip de Bons élèves avec Bigflo et Oli. En juin 2023, il chante sur le morceau Tout se transforme, bande originale du film Transformers: Rise of the Beasts, puis collabore avec Vianney pour son album À 2 à 3 qui sort en novembre.
C'est finalement deux ans après sa première annonce que MC Solaar fait son retour en solo, à temps pour sa nouvelle grande tournée annoncée pour 2024. Le 12 janvier 2024, il sort le clip Pierre-Feuille, qui sera suivi le 23 février par le morceau Ils dansent. Avec ce dernier, il donne le titre et la date de sortie de son nouvel opus, qui sera un triptyque. Triptyque : Lueurs Célestes sort le 15 mars 2024, suivi par Tryptique : Éclats cosmiques le 5 juillet 2024, et enfin Triptyque : Balade astrale le 6 décembre 2024.
Pour l'édition 2024 de la Semaine de la langue française et de la francophonie, MC Solaar rappe dans une courte pastille intitulée Francophonie sur la chaîne YouTube de l'Institut de France.

## Notoriété
Dans l'émission jeunesse Les Minikeums diffusée à partir de 1993 sur France 3, la marionnette M'Sé est inspirée de MC Solaar.
Le 8 février 1997, il est appelé pour la première fois pour participer au spectacle des Enfoirés sauf de 1998 à 2000. Depuis 2001, il y participe chaque année sauf en 2021, 2023 et 2024.
Le titre La Belle et le Bad Boy de l'album Cinquième As est utilisé dans l'épisode 6 de la saison 3 de True Blood (2010) et dans le dernier épisode de Sex and the City, An American Girl in Paris - Part 2 (2004).
Là où les rappeurs sont souvent médiatisés en association avec l'imaginaire des banlieues, MC Solaar fait exception. Les qualités qui lui sont médiatiquement associées s'écartent de celles habituellement utilisées dans le monde du rap.

## Justice
Après l'important succès de son album Prose combat, MC Solaar compose deux albums qu'il remet à sa maison de disque Polydor, pour publication sous trois mois sous la forme d'un double album. Allant à l'encontre des choix de l'artiste, le label publie les deux disques séparément : le premier sort en juin 1997 (Paradisiaque), et le second en juillet 1998 (MC Solaar). Solaar entame alors une procédure judiciaire à l'encontre de Polydor.
En 1997, les prud'hommes reconnaissent que le label Polydor n'a pas respecté les clauses du contrat qui le lie à MC Solaar en ne publiant pas à temps l'ensemble des enregistrements produits. La décision de justice, confirmée par la cour d'appel de Paris en 2002, puis par la cour de cassation en 2004, interdit à Polydor (devenue propriété du groupe Universal Music) de poursuivre l'exploitation des quatre premiers albums de l'artiste, dont elle détient toujours la propriété intellectuelle. Les quatre albums ne sont plus édités, ni sur support physique, ni en téléchargement, faute d'un accord commercial entre l'artiste et son ancien label.
En 2021, MC Solaar récupère les droits et réédite les trois premiers albums en vinyle et CD. Les albums deviennent accessibles sur les plateformes d'écoute. Les rééditions d'albums jugés « classiques » font l'objet de campagnes de promotion sur les réseaux sociaux, les morceaux n'ayant jamais pu être accessibles pendant près de 20 ans.[réf. souhaitée]

## Vie privée
Entre 1995 et 2000, MC Solaar est en couple avec la chanteuse et actrice Ophélie Winter. Entre 2003 et 2012, il est en couple avec Chloé Bensemoun, membre de la famille Partouche (le mariage est célébré à Chantilly par Éric Woerth) et ils ont deux enfants : Roman (2004) et Bonnie (2007). Le couple divorce en 2012.

## Discographie

### Albums studio
Ses quatre premiers albums sortis sous Polydor sont retirés de la vente en 2000, car le label a publié l'album MC Solaar sans l'autorisation de l'artiste qui voulait mettre le disque comportant les chutes des sessions en tant que second disque dans l'album Paradisiaque, sorti un an plus tôt, et considéré comme une violation du contrat liant à l'artiste d'après un jugement contre la maison de disque.
Le 25 juin 2021, un accord est trouvé pour la réédition de ses trois premiers albums et Universal Music les rend progressivement accessibles à la vente durant l'année, sachant que le quatrième album, MC Solaar, est fusionné avec la ressortie de Paradisiaque, qui devient alors double album, comme MC Solaar le souhaitait à l'origine. MC Solaar confirme de son côté la reparution.
- 1991 : Qui sème le vent récolte le tempo
- 1994 : Prose combat
- 1997 : Paradisiaque
- 1998 : MC Solaar (second disque de l'album Paradisiaque)

Les albums suivant sont sortis sous un autre label.
- 2001 : Cinquième As
- 2003 : Mach 6
- 2007 : Chapitre 7
- 2017 : Géopoétique
- 2024 : Triptyque : Lueurs célestes
- 2024 : Triptyque : Éclats cosmiques
- 2024 : Triptyque : Balade astrale

### Singles
- 1990 : Bouge de là
- 1991 : Victime de la mode
- 1992 : Caroline
- 1992 : Qui sème le vent récolte le tempo
- 1993 : Nouveau Western
- 1994 : Séquelles
- 1994 : Obsolète
- 1995 : La concubine de l'hémoglobine
- 1997 : Gangster moderne
- 1997 : Les temps changent
- 1998 : Paradisiaque
- 1998 : Galaktika
- 2001 : Solaar pleure
- 2001 : Hasta la vista
- 2001 : RMI
- 2002 : La Belle et le Bad Boy
- 2002 : La la la, la
- 2002 : Inch'Allah
- 2003 : La vie est belle
- 2004 : Hijo de Africa
- 2004 : Au pays de Gandhi
- 2007 : Da Vinci Claude
- 2007 : Clic clic
- 2008 : Carpe Diem
- 2008 : Le Rabbi muffin
- 2017 : Sonotone
- 2018 : Eksassaute
- 2018 : Aiwa
- 2024 : Okay feat. Marie-Flore

### Compilations
- 2010 : Magnum 567 (compilation) : comporte les albums Mach 6 et Chapitre 7 ainsi qu'une nouvelle version de l'album Cinquième As

### Albums live
- 1998 : Le Tour de la question - Live à l'Olympia

### Participations et inédits
- L'NMIACCd'HTCK72KPDP - avec Sages Poètes de la rue, Ménélik, Zoxea, Dany Dan, Melopheelo, Posse 501 et Soon E MC
- Hiphopaloorap avec Don Zeré Delavega - Cinquième As
- Bouge de là - Mélaaz donne la réplique à MC Solaar (1991)
- Ragga Jam - avec Raggasonic et Daddy Kery sur l'album Qui sème le vent récolte le tempo (1991)
- Sentinel Nord présenté par Jimmy Jay en 2017[63], issu des sessions de Prose combat (1991)
- Alors inconnu, il apparaît dans l'émission 24h sur Canal+ consacré au phénomène du rap en France, avec Public Enemy (où on peut le voir faire un rap dans le RER)
- Première prestation télévisuelle avec la chanson Bouge de là dans l'émission Baby-Lone sur La Cinq
- Et Dieu créa l'homme - Compilation de Jimmy Jay Les Cool Sessions, vol. 1
- Le bien, le mal - Album de Guru (Gangstarr) Jazzmatazz avec Guru
- Un ange en danger -Album Stolen Moments avec Ron Carter
- Le Syndrome de Stockholm - Maxi de MC Solaar Obsolète avec Bambi Cruz (qui fut un de ses danseurs)
- Zig zag de l'aisé - Maxi de MC Solaar La Concubine de l'hémoglobine (1994)
- Represent - Maxi de MC Solaar La Concubine de l'hémoglobine avec Black Jack, Carlos (Sens Unik), Mello Philo (Sages Po') & Willy Roots
- Comme dans un film - BO du film La Haine
- Le Repas - Album Chromatic de et avec Sens Unik
- Listen - Album Listen de et avec Urban Species
- Solaar power - Maxi de MC Solaar Solaar Power E.P. et version anglaise de Prose combat
- I'm doin' fine - Maxi de MC Solaar Solaar Power E.P. et version anglaise de Prose combat avec The Roots
- 8 mesures pour 12 types - Album de Bambi Cruz Ouvre Les Yeux avec Puzzle, 9 Respect, Bambi Cruz, Driver, Kaysha, Rootsneg'…
- All n my grill (European mix) - Album Da Real World (version européenne) de et avec Missy Elliott
- À Jalálábád - Album de I Muvrini Umani avec I Muvrini, Zarina & Marina Fazel
- Le Flow Beretta - Inédit
- Communication - Album de Vocal Rendezvous de Al Di Meola avec Beverly Knight (2006)
- Inséparables - Album Black Jack de et avec Black Jack (ex-Democrates D)
- Petite Sœur - Album L'Excuse de et avec Philemon
- Un Ange en Danger - Avec Ron Carter, dans le documentaire Red, Hot & Cool (1994)
- Trop de haine - Avec TooCool (2011)
- Marche ou rêve - Sur l'album The Revenge (2011) de Tom Fire
- Le Cœur comme métronome - Avec Bambi Cruz, sur l'album Peacetolet (2012) de Imposs.
- La Hantise du portier - BO du film Le Ballon d'or
- Nouveau Western (version symphonique) - Avec l'orchestre philharmonique de Radio France et The Ice Kream (juillet 2016)
- J.A.Z.Z (Kiffez l'âme) et Super Gainsbarre feat. avec Maureen Angot - Géopoétique (2017)
- Lost Horse de et avec Asaf Avidan (2020)
- Rouge avec Ashkidd, sur l'album L'Amour et la Violence (2021)
- La Nuit, sur l'album Minuit (2021) de Bon Entendeur
- Le grand bleu avec Soprano, sur l'album Chasseur d'étoiles (2021)
- Bons élèves avec Bigflo & Oli, sur l'album Les autres c'est nous (2022)
- Tout se transforme pour la bande originale du film Transformers: Rise of the Beasts (2023)

## Filmographie
- 1991 : Pour Kim Song-Man, court-métrage de Costa-Gavras.
- 2005 : Mort à l'écran, court-métrage d'Alexis Ferrebeuf (Jonathan).
- 2011 : Illegal Love, documentaire de Julie Gali (voix).

## Distinctions

### Victoires de la musique
| Année | Travail nommé   | Catégorie                              | Résultat   |
| ----- | --------------- | -------------------------------------- | ---------- |
| 1992  | MC Solaar       | Meilleur groupe                        | Lauréat    |
| 1995  | MC Solaar       | Artiste interprète masculin de l'année | Lauréat    |
| 1995  | Nouveau Western | Meilleur clip vidéo                    | Lauréat    |
| 1999  | MC Solaar       | Meilleur album rap/groove              | Nomination |
| 2002  | Solaar pleure   | Meilleur clip vidéo                    | Nomination |
| 2008  | Chapitre 7      | Album de musiques urbaines de l'année  | Lauréat    |
| 2018  | Géopoétique     | Album de chansons de l'année           | Lauréat    |

### NRJ Music Awards
| Année               | Travail nommé  | Catégorie                      | Résultat   |
| ------------------- | -------------- | ------------------------------ | ---------- |
| 2002                | Hasta la vista | Chanson francophone de l'année | Nomination |
| 2002                | Cinquième As   | Album francophone de l'année   | Nomination |
| 2002                | MC Solaar      | Site web musical de l'année    | Nomination |
| 2002 2003 2004 2008 | MC Solaar      | Artiste masculin francophone   | Nomination |

### MTV Europe Music Awards
| Année | Travail nommé | Catégorie                 | Résultat   |
| ----- | ------------- | ------------------------- | ---------- |
| 1994  | MC Solaar     | Meilleur artiste masculin | Nomination |
| 2002  | MC Solaar     | Meilleur artiste français | Nomination |